# Tschistopolje (Kaliningrad, Osjorsk)
Tschistopolje (russisch Чистополье, deutsch Jodszinn, 1936–1938 Jodschinn, 1938–1945 Sausreppen) ist ein Ort im Südosten der russischen Oblast Kaliningrad. Er gehört zum Rajon Osjorsk.

## Geographische Lage
Tschistopolje liegt auf der Ostseite der Angerapp (heute russisch: Angrapa) vier Kilometer südöstlich der Rajonstadt Osjorsk (Darkehmen/Angerapp) und ist von dort über Nebenstraßen zu erreichen. Ein Bahnanschluss besteht nicht.

## Geschichte
Das kleine Dorf Jodszinn zählte im Jahre 1818 50 Einwohner. Seit 1874 gehörte der Ort als Landgemeinde zum neu gebildeten Amtsbezirk Szabienen (heute polnisch: Żabin) im Kreis Darkehmen. Bis 1910 stieg die Einwohnerzahl auf 63. Am 17. Oktober 1928 wurden die Landgemeinden Adamischken (heute russisch: Antonowka), Bagdohnen (1938–1945 Kleinsausreppen, heute russisch: Peski), sowie die Gutsbezirke Gotthardsthal (Swerewo) und Friedrichsfelde/Kirchspiel Darkehmen (Sapolje) an die Landgemeinde Jodszinn angeschlossen. Die Einwohnerzahlen steigen dementsprechend: 1933 lebten in Jodszinn 243, 1939 bereits 251 Menschen. Am 17. September 1936 erhielt Jodszinn die veränderte Namensschreibweise „Jodschinn“, und wurde am 3. Juni 1938, amtlich am 16. Juli 1938 bestätigt, im Zuge der Umbenennung von Orten in Ostpreußen im Jahr 1938 in „Sausreppen“ umbenannt.
Im Januar 1945 wurde der Ort von der Roten Armee besetzt. Die neue Polnische Provisorische Regierung ging zunächst davon aus, dass er mit dem gesamten Kreis Darkehmen (Angerapp) unter ihre Verwaltung fallen würde. Im Potsdamer Abkommen (Artikel VI) von August 1945 wurde die neue sowjetisch-polnische Grenze aber unabhängig von den alten Kreisgrenzen anvisiert, wodurch der Ort unter sowjetische Verwaltung kam. Im Juni 1947 erhielt er den russischen Namen „Tschistopolje“ und wurde gleichzeitig Sitz eines Dorfsowjets im Rajon Osjorsk. Die polnische Umbenennung des Ortes in Dawidowo im Juli 1947 wurde nicht mehr wirksam. Im Jahr 1954 gelangte der Ort in den Dorfsowjet Bagrationowo und vermutlich 1963 dann in den Dorfsowjet Lwowskoje. Von 2008 bis 2014 gehörte Tschistopolje zur Landgemeinde Krasnojarskoje, von 2015 bis 2020 zum Stadtkreis Osjorsk und seither zum Munizipalkreis Osjorsk.

### Dorfsowjet Tschistopolski 1947–1954
Der Dorfsowjet Tschistopolski (ru. Чистопольский сельский Совет) wurde im Juni 1947 eingerichtet. Im Jahr 1954 wurde er wieder aufgelöst und an den Dorfsowjet Bagrationowo angeschlossen.
| Ortsname                   | Name bis 1947/50                                            | Jahr der Umbenennung |
| -------------------------- | ----------------------------------------------------------- | -------------------- |
| Antonowka (Антоновка)      | Adamischken                                                 | 1947                 |
| Brjusowo (Брюсово)         | Brassen                                                     | 1947                 |
| Maiskoje (Майское)         | Christiankehmen                                             | 1950                 |
| Peski (Пески)              | Bagdohnen, 1938–1945: „Kleinsausreppen“                     | 1950                 |
| Prigorodnoje (Пригородное) | Bidszuhnen, 1936–1938: Bidschuhnen, 1938–1945: „Bidenteich“ | 1950                 |
| Prochladnoje (Прохладное)  | Klein Kolpaken, 1938–1945: „Kleinbachrode“                  | 1950                 |
| Sapolje (Заполье)          | Friedrichsfelde                                             | 1950                 |
| Saretschje (Заречье)       | Stumbrakehmen, 1938–1945: „Ursfelde“                        | 1947                 |
| Swerewo (Зверево)          | Gotthardsthal                                               | 1947                 |
| Timofejewka (Тимофеевка)   | Puikwallen, 1938–1945: „Schönwall“                          | 1950                 |
| Tschistopolje (Чистопоље)  | Jodzinn, 1936–1938: Jodschinn, 1938–1945: „Sausreppen“      | 1947                 |
| Wjoschenskaja (Вёшенская)  | Wantischken, 1938–1945: „Grünsiedel“                        | 1947                 |
| Woronzowo (Воронцово)      | Angerau                                                     | 1950                 |

## Kirche
Bis 1945 war die meist evangelische Bevölkerung von Jodszinn/Sausreppen in das Kirchspiel Szabienen (1938–1945 Lautersee, seit 1945 Żabin), dessen Pfarrdorf heute auf polnischem Gebiet liegt, eingepfarrt. Es gehörte zum Kirchenkreis Darkehmen (1938–1946 Angerapp) in der Kirchenprovinz Ostpreußen der Kirche der Altpreußischen Union. Letzter deutscher Geistlicher war Pfarrer Heinz Tetzlaff.